# Condado de Geauga
El condado de Geauga es un condado del estado de Ohio, Estados Unidos. Tiene una población estimada, a mediados de 2021, de 95 565 habitantes.
La sede del condado es Chardon, que también es su ciudad más poblada.
El condado posee un área de 1058 km², de los cuales 21 km² están cubiertos por agua.
Este condado fue fundado en 1806.